# Hilyotrogus flavosericeus
Hilyotrogus flavosericeus är en skalbaggsart som beskrevs av Brenske 1896. Hilyotrogus flavosericeus ingår i släktet Hilyotrogus och familjen Melolonthidae. Inga underarter finns listade i Catalogue of Life.